# Лациози, Перегрин
Святой Пе́регрин (Пеллегри́но) Лацио́зи (итал. Pellegrino Laziosi, 1265[…], Форли — 1 мая 1345, Италия) — итальянский монах-сервит.

## Жизнь
Родился в 1265 году в богатой антиклерикальной семье в Форли на севере Италии (тогда Папская область). В 1283 году жители Форли подверглись интердикту. Филипп Беници, приор монахов-сервитов, отправился примирить жителей со Святым Престолом. 18-летний Лациози прервал проповедующего Беници и ударил его, а затем жители с оскорблениями изгнали монаха из города. Преисполненный раскаяния за свой поступок, Лациози попросил у него прощения, и монах с лёгкостью даровал его. Этот случай сильно повлиял на Лациози: он стал больше молиться и стараться совершать добрые дела. Несколько лет спустя он присоединился к сервитам в Сиене и был рукоположен в священники.
Через несколько лет был направлен обратно в Форли, где основал новую обитель сервитов и прославился проповедями, праведностью, а также помощью больным и бедным. Считается, что он чудесным образом умножил зерно и вино во время острого дефицита. Люди прозвали Лациози «Ангелом доброго совета» за его мудрые наставления.
В 60-летнем возрасте у него образовалась язва на правой ноге. Его состояние продолжало ухудшаться, и лекарь в конце концов решил ампутировать ему ногу. В ночь перед операцией Лациози молился перед фреской, изображающей Распятие. Он впал в глубокий сон, похожий на транс, и видел, как Иисус Христос сошёл с креста и коснулся его ноги. На следующий день лекарь обнаружил, что от раковой язвы не осталось и следа. Весть о чудесном исцелении монаха мгновенно облетела город ко всеобщей радости горожан. Лациози умер от лихорадки 1 мая 1345 года в возрасте 85 лет. На его похороны пришло огромное количество, а некоторые скорбящие даже исцелились от болезней.

## Почитание
Мощи покоятся в базилике Святого Перегрина Лациози, церкви сервитов в Форли. Папа Павел V причислил его к лику блаженных 15 апреля 1609 году, а папа Бенедикт XIII канонизировал его в 27 декабря 1726 года. Покровитель раковых больных, ВИЧ-инфицированных и людей, страдающих от прочих жизненно опасных заболеваний.
День памяти — 1 мая.

## Память
Явление спонтанной регрессии рака без проведения какого-либо противоопухолевого лечения в русскоязычной литературе называется синдромом Перегрина.